# دوري أندورا الممتاز 2005–06
دوري أندورا الممتاز 2005–06 هو الموسم 11 من  دوري أندورا الممتاز. أقيم خلال الفترة 25 سبتمبر 2005 وحتى 30 أبريل 2006، والذي يشرف على تنظيمه اتحاد أندورا لكرة القدم، وكان عدد الأندية المشاركة فيه  8، وفاز فيه FC Rànger's ‏.